# Kočičí hrádek (Slatiňany)
Kočičí hrádek u Slatiňan je romantická miniatura hradu. Je součástí areálu slatiňanského zámku a pro své děti ji nechala vybudovat hraběnka Vilemína Auerspergová. Doba výstavby je obvykle udávána mezi lety 1898 a 1901, nicméně hraběnka roku 1896 psala svému otci dopis, v němž uvedla, že se svou vychovatelkou navštívila „Katzenburg u Chrudimi“, z čehož lze usuzovat, že je objekt starší. Hrádek je postaven na skalce z křemence. Stojí na pozemku Lesů České republiky, stará se o něj město Slatiňany.
Na začátku jara roku 2012 zaútočili na hrad vandalové, kteří jej házením kamení poškodili tak, že na zdech stavby vznikly hluboké praskliny a hrozilo opadávání jejích částí. Atrakce pak byla nějakou dobu nepřístupná, na opravu Kočičího hrádku byla vypsána sbírka, na místě se konal i malý benefiční koncert. Na konci června 2012 byl již hrádek opraven, při opravě se trošku změnila barevnost. Další opravou prošel na jaře 2021.
Místo je volně přístupné a vede k němu modře a zeleně značená turistická trasa.